# Мексиканская луговая собачка
Мексиканская луговая собачка (лат. Cynomys mexicanus) — вид из рода луговых собачек семейства беличьи. Эти небольшие симпатичные зверьки часто используются местным населением в пищу. Самцы значительно крупнее самок.
Мексиканская луговая собачка имеет весьма ограниченное распространение, она обитает только в части Мексики. Ареал включает юг штата Коауила и север штата Сан-Луис-Потоси на севере страны.
Мексиканские луговые собачки живут в равнинных районах (долины и прерии) на высоте от 1600 до 2200 метров над уровнем моря. Они используют для рытья нор и жизни только глубокие почвы, свободные от скал и покрытые зеленью и травами.
Мексиканские луговые собачки имеют наиболее выраженный половой диморфизм, причем самцы несколько крупнее и тяжелее, чем самки. Длина тела колеблется от 385 до 440 мм. Окраска меха у самцов и самок одинаковая, они покрыты светлой шерстью с отдельными чёрными волосками. У них в течение года шубки бывают двух типов, одна светлая и легкая летом и другая с толстым тёплым подшерстком в течение зимы. Дистальная половина хвоста чёрная, что отличает их по внешнему виду от большинства других видов рода.
Самки приносят потомство только раз в год, но они могут сделать это в любое время, начиная с конца зимы и до лета. По продолжительности беременности этот вид похож на другие виды рода — беременность составляет примерно один месяц, а рожать самка способна примерно в течение около пяти лет. Малыши рождаются слепыми и голыми, они полностью покрываются шерстью в возрасте около 4 недель, а их глаза открываются вскоре после этого. Отлучение детей от материнского молока происходит в возрасте от 40 до 50 дней, а в возрасте 5 месяцев несовершеннолетние детёныши достигают взрослого размера.
Мексиканская луговая собачка — очень социальный вид. Они живут в колониях, состоящей из нескольких взрослых самцов и самок, а также подростков разных возрастов. Размер группы варьируется в зависимости от наличия мест обитания. Такая колония может быть достаточно большой, и в ней может быть больше нескольких сотен особей.
Мексиканские луговые собачки живут в норах, которые опускаются или по спирали или прямо вниз от поверхности до примерно одного метра под землю, а потом расходятся в горизонтальную систему тоннелей. Извлеченная из нор земля обычно составлена в насыпь вокруг входа в нору. И животные часто используют этот холм, для наблюдения за хищниками. Если в поле зрения попадает потенциальный хищник (такой, как койот, барсук, ласка или хищная птица), тут же выдается тревожный условный сигнал и мексиканские луговые собачки прячутся в нору, где чувствуют себя в полной безопасности. Животные активны в течение всего светового дня и, вероятно, в течение всего года.
Экология этого вида до сих пор интенсивно не изучалась, так что мало известно об их питании. Они, вероятно, едят различные травы и другую зелень.
Эти животные считаются в некоторых районах сельскохозяйственными вредителями. Также, как и другие виды сусликов, они могут быть носителями и распространителями блох, которые передают человеку возбудителя бубонной чумы.
В районах, где мексиканские луговые собачки многочисленные, они играют важную роль в экосистеме, так как являются источником питания для многих хищных видов.
Хотя уровень численности этого вида недостаточно хорошо известен, но они имеют ограниченное распространение и не встречаются в избытке. Их места жительства по площади были значительно сокращены в результате человеческой деятельности, таких, как земледелие и скотоводство крупного рогатого скота, и, несмотря на их статус как охраняемых, целые колонии иногда уничтожают путём отравления, поскольку они считались вредителями сельскохозяйственных культур.